# Mill Inlet
Das Mill Inlet ist ein rund 13 km langer, fjordartiger und eisgefüllter Einlass an der Foyn-Küste des Grahamlands auf der Antarktischen Halbinsel. An seiner Einfahrt zwischen Kap Robinson und dem Monnier Point erreicht er eine Breite von etwa 32 km.
Erste Luftaufnahmen des Gebiets gelangen 1947 während der Ronne Antarctic Research Expedition (1947–1948). Kartografisch erfasst wurde es im selben Jahr durch das Falkland Islands Dependencies Survey (FIDS). Benannt ist die Bucht nach Hugh Robert Mill (1861–1950), langjähriger Bibliothekar der Royal Geographical Society. 